# Rosa 'Baron J.B. Gonella'
Rosa 'Baron J.B. Gonella' — сорт роз, относится к классу Розы Бурбонские и их клаймеры. 
Используется в качестве декоративного садового растения. 

## Биологическое описание
Куст прямостоячий, хорошо разветвлённый, высотой 120—150 см, согласно другому источнику до 2 метров.
Цветки махровые, чашевидные, около 12 см в диаметре, розовые с сиреневым оттенком, нижняя сторона лепестков слегка серебристая. 
Аромат средней интенсивности (6/10).
Лепестков 26—40.
Цветение непрерывное, согласно другим источникам однократное, но продолжительное.

## В культуре
Зоны морозостойкости (USDA-зоны): от 5b—10b.